# Finland i olympiska sommarspelen 1960
Finland deltog med 117 deltagare vid de olympiska sommarspelen 1960 i Rom.Totalt vann de en guldmedalj, en silvermedalj och tre bronsmedaljer.

## Medaljer

### Guld
- Eugen Ekman - Gymnastik, bygelhäst.

### Silver
- Pentti Linnosvuo - Skytte.

### Brons
- Eeles Landström - Friidrott, stavhopp.
- Jorma Limmonen - Boxning, fjädervikt.
- Veli Lehtelä och Toimi Pitkänen - Rodd, tvåa utan styrman.